# 재팬 레일 패스

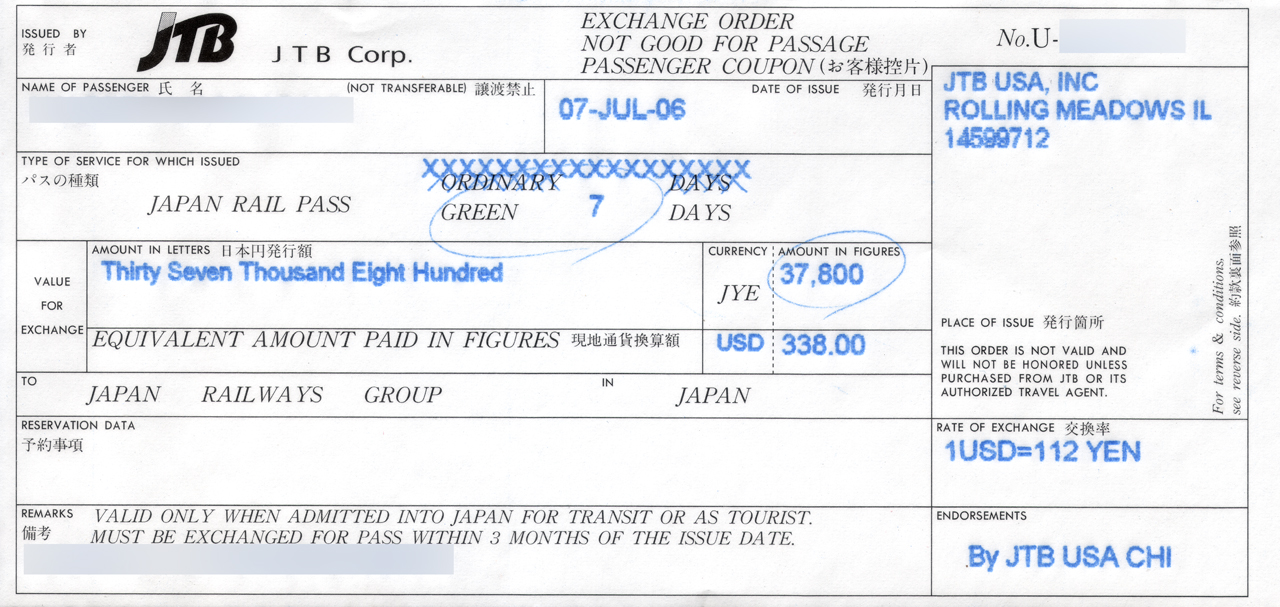
JR 패스 교환권의 모습.

재팬 레일 패스(일본어: ジャパンレールパス, 영어: Japan Rail Pass)는 JR에서 일본을 여행하는 외국인을 대상으로 판매하는 특별 기획 승차권이다. 정해진 기간 내에 JR에서 운영하는 열차, 노선 버스(시내버스), 여객선(비틀 제외)을 무제한 이용할 수 있다. JR 패스라고도 한다.

## 구입 방법
일반적으로, 일본 이외의 국가에 있는 JR 지정 발매점, 대리점(여행사, 항공사 등)에서 교환권(引換証→직역: 인환증)을 구입하고, 일본에 와서 미도리노마도구치에서 교환일 당일 또는 1개월 이내로 사용 개시일을 지정한 후 실제 패스로 교환한다. 교환은 교환권 구입 후 3개월 이내에 해야 하며, 이용 조건을 충족하지 못하는 경우 교환이 불가능하다.
이용 개시일이 도래하지 않은 패스는 10%의 수수료를 공제하고 환불할 수 있으나, 그 이후에는 사용 여부를 불문하고 환불하지 않는다. 또한 분실이나 도난의 경우 재발행은 하지 않으므로 유의하여야 한다.
2002년 FIFA 월드컵 대회 기간 중에는 일본 내에서 바로 구입이 가능했었다.
2017년 3월 8일부터 2019년 3월 31일까지 일본 내에 있는 16개 역(삿포로역, 센다이역, 니가타역, 도쿄역, 신주쿠역, 요코하마역, 나고야역, 오사카역, 히로시마역, 다카마쓰 역, 하카타역, 신치토세쿠코 역, 나리타 공항역, 공항 제2빌딩역, 간사이 공항역, 도쿄 모노레일의 하네다 공항 국제선 빌딩역)에서 교환권 없이 바로 구입할 수 있다(단, 가격은 더 비싸다).

## 사용 자격
재팬 레일 패스를 사용하기 위해서는 다음의 자격을 갖추고 있어야 한다.
- 외국인 : 단기체제(Temporary Visitor) 목적으로 방문한 외국인. 따라서 연수, 흥행, 재입국 등의 자격으로 입국한 경우에는 사용할 수 없다.[2]
- 일본인 : 외국 영주권을 가지고 있거나, 외국인과 결혼한 일본인. 일본 입국관리법 상, 일본 여권으로 입국 확인을 하므로 일본 여권과 재외공관에서 취득한 재류 기간이 연속 10년 이상임을 확인할 수 있는 서류 등이 필요하다.[2]

## 종류 및 가격
재팬 레일 패스는 등급에 따라 그린샤(특실)용과 보통차용의 2가지가 있으며 6~11세의 어린이는 50% 할인된 어린이용 패스를 이용할 수 있다. 그리고 이용 기간에 따라 7일용, 14일용, 21일용이 있으며, 이 기간은 연속적인 것이다.
현지 통화로의 가격, 실세환율 및 교환권 발행일은 교환권 권면에 기재되어 있다.
※게재된 요금은 2014년 9월 기준의 가격이며, 가격은 변경될 수 있다.
| 종류         | 구분   | 7일간     | 14일간    | 21일간    |
| ------------ | ------ | --------- | --------- | --------- |
| 그린차(특실) | 어른   | 38,880 엔 | 62,950 엔 | 81,870 엔 |
| 그린차(특실) | 어린이 | 19,440 엔 | 31,470 엔 | 40,930 엔 |
| 보통차       | 어른   | 29,110 엔 | 46,390 엔 | 59,350 엔 |
| 보통차       | 어린이 | 14,550 엔 | 23,190 엔 | 29,670 엔 |

## 사용 범위
철도JR에서 운영하는 모든 철도 노선. 큐슈 신칸센의 미즈호, 도카이도 신칸센의 노조미를 제외한 신칸센(新幹線), 특급(特急:톳큐), 급행(急行:큐코), 쾌속(快速:카이소쿠), 보통(普通:후쯔) 열차. JR 동일본의 자회사인 도쿄 모노레일이 운행하는 도쿄 모노레일 하네다선도 포함.
- 이용할 수 없는 열차
  - JR과 JR 이외의 철도 회사 구간을 직결 운행하는 열차는 JR 구간 내에서만 이용할 수 있으며, JR 이외의 철도 회사 구간에 대해서는 별도로 운임을 지불해야 한다. 단 아래의 경우는 특례가 적용되어 이용 가능하다.[3]
    - 아오이모리 철도 아오이모리 철도선 아오모리 ~ 노헤지 ~ 하치노헤의 보통열차. 단, 아오모리, 노헤지, 하치노헤 역 이외에서 하차할 경우 전 구간 운임을 지불해야 함. 또한, 침대열차의 경우에는 전 구간 운임과 요금 필요.
    - 아이노카제토야마 철도 아이노카제토야마 철도선 도야마 ~ 다카오카의 보통열차. 단, 도야마, 다카오카 역 이외에서 승하차하거나 JR선 이외의 구간으로 이어서 승차할 경우 전 구간 운임을 지불해야 함. 아이노카제 라이너를 이용할 경우 라이너 요금은 별도임.
    - IR이시카와 철도 IR이시카와 철도선 가나자와 ~ 쓰바타의 보통, 특급열차. 단, 가나자와, 쓰바타 역 이외에서 승하차하거나 JR선 이외의 구간으로 이어서 승차할 경우 전 구간 운임을 지불해야 함.

  - 보통차용 패스로 그린샤(グリーン車)를 이용하려면 그린샤 요금과 자유석 특급요금을 추가로 지불해야 하며, 도호쿠 신칸센의 그란클래스(Gran class) 이용시 보통석 패스와 그린샤 패스 모두 운임 부분만 인정된다[4].
  - A침대 및 B침대 : 운임은 면제되며, 특급권과 침대권을 구입해야 한다.
  - 라이너(ライナー) 열차 : 운임은 면제되며, 라이너 권(ライナー券)을 구입해야 한다.[3]
  - 신칸센 노조미, 미즈호(도카이도, 산요, 큐슈) : 재팬 레일 패스로 이용할 수 없는 열차 등급이기 때문에 운임이 면제되지 않으며, 신칸센 특급권과 운임권 모두 구입해야 한다[3].

버스JR 버스의 각 회사 - JR 홋카이도 버스(JR北海道バス), JR 버스 도호쿠(JRバス東北), JR 버스 간토(JRバス関東), JR 도카이 버스(JR東海バス), 서일본 JR 버스(西日本JRバス), 주코쿠 JR 버스(中国JRバス), JR 시코쿠 버스(JR四国バス), JR 규슈 버스(JR九州バス). 단, 고속버스 이용은 불가능하다. 2013년 3월 31일 이전 사용 가능했던 노선은 아래와 같다.
- 도쿄(東京) - 나고야시(名古屋), 교토시(京都), 오사카시(大阪), 쓰쿠바센터(つくばセンター)
- 나고야(名古屋) - 교토(京都), 오사카(大阪)
- 오사카(大阪) - 쓰야마(津山), 카사이플라워센터(加西フラワーセンター)
- 모리오카(盛岡) - 히로사키(弘前)
- 삿포로(札幌) - 오타루(小樽)

재팬 레일 패스로 이용 가능한 버스 중 일부는 아래와 같다.
- 도와다호 - 아오모리 역
- 도와다호 - 하치노헤 역
- 아오모리역 - 아오모리공항
- 니노헤 – 구지
- 모리오카 – 구지
- 모리오카 - 이와이즈미, 류센도
- 다른 노선버스

페리
- 미야지마구치(宮島口) - 미야지마(宮島)

## 이용 방법
기본적으로 패스를 유인 개찰구에 제시하는 것만으로, JR 그룹이 운행하는 도카이도 산요 신칸센의 노조미호를 제외한 신칸센, 특급, 급행, 쾌속, 보통열차의 보통차 자유석을 이용할 수 있다. 이때 본인 여부 및 체재 자격을 확인하기 위해 여권의 제시를 요구받을 수도 있으므로, 이용시 여권을 항상 휴대하여야 한다. 또한 최초 사용시 스탬프 날인을 받아야 한다.
재팬 레일 패스 소지자는 추가 비용 없이 해당 등급의 지정석권을 발급받을 수 있으므로, 승차 전 매표소에 패스를 제시하고 지정석권을 발급받으면 지정석을 이용할 수 있으며, 그린샤 패스 소지자는 그린샤 지정석권을 발급받아 그린샤를 이용할 수도 있다. 지정적·그린샤 예약은 발권 창구(みどりの窓口:미노리노마도구치)가 있는 모든 JR 역에서 가능하다. 좌석 예약은 패스 교환 후에 가능하며, 패스 개시일 이전에도 예약할 수 있다. 다만 동일본 여객철도(JR 동일본)의 모든 신칸센 열차와 일부 특급열차는 인터넷 사이트를 통해 일본 입국 전에 예약이 가능하다.
재팬 레일 패스는 특정한 좌석의 확보를 보증하지는 않는다. 전 좌석이 매진이거나 지정석 예약을 하지 못한 경우 입석으로 승차할 수 있다. 빈 좌석이 있을 경우 열차 내에서 목적지까지 좌석을 지정 받아 이용할 수 있다.
많은 신칸센·특급·급행열차는 자유석·지정석·그린샤를 모두 갖추고 있으나, 일부 열차는 전좌석이 자유석이거나 반대로 전좌석이 지정석인 경우도 있으므로 유의하여야 한다. 그리고 대개의 쾌속·보통열차는 전좌석이 자유석인 경우가 많으나, 일부 지정석이나 그린샤를 연결한 경우도 있다. 지정석권을 발급받은 경우에도, 지정석권을 무인 개찰구에 투입해서는 안되며, 반드시 유인 개찰구에 유효 기간을 확인할 수 있도록 패스를 제시하고 통과하여야 한다
한편 일반 노선버스를 이용하는 경우, 하차할 때 기사에게 패스를 제시하면 되나, 아오모리역과 도와다호를 연결하는 도와다기타선, 하치노헤와 도와다호를 연결하는 도와다히가시선의 경우 전석 지정석이므로 사전 예약이 필요하다

## 기타
지하철에서도 이용할 수 있는가재팬 레일 패스는 JR 그룹 소속 열차만 이용할 수 있으므로, 도쿄메트로 및 지방자치단체에서 운영하는 지하철과 JR 이외의 민영 철도(私鐵:시테쓰)는 이용할 수 없다. 반면 도쿄나 오사카 등 대도시에서 JR이 운영하는 통근형 전철(예컨대 도쿄의 야마노테 선 등)은 지하철이 아니며, 재팬 레일 패스로 이용할 수 있다. 한국과는 달리 운영 주체가 어디냐가 중요하다. 또한 직통 열차 (예: 주오 쾌속선 도쿄 지하철 도자이선 직통)는 JR 그룹이 운행하는 구간(주오 쾌속선 구간)에서 이용할 수 있으나, 직통 열차가 사철 구간으로 운행하는 경우 사철 구간(도장산 구간)에서는 탈 수 없다.
재팬 레일 패스로 이용가능한 야간 열차추가요금 없이 재팬 레일 패스만으로 이용가능한 야간 특급·급행·쾌속열차는 다음과 같다.
(주의 : 시각표는 참고용이며, 시각표가 변경되거나 열차가 운행되지 않을 수도 있으므로 반드시 실제 시각표를 확인한 후에 이용해야 한다.)
- 침대특급 선라이즈 세토 노비노비좌석: 도쿄(22:00)→다카마쓰(07:26) / 다카마쓰(21:26)→도쿄(07:08)
  - 특정 기간에는 마쓰야마까지 연장 운행한다.
- 침대특급 선라이즈 이즈모 노비노비좌석: 도쿄(22:00)→이즈모시(09:58) / 이즈모시(18:55)→도쿄(07:08)
- 이외에 쾌속 문라이트신슈, 쾌속 문라이트 나가라 등 특정 기간에만 임시로 운행되는 열차가 있다.
  - 현재 폐지된 열차 : 특급 마리모, 특급 하나타비 리시리, 특급 오호츠크, 특급 아카츠키, 쾌속 문라이트 에치고, 쾌속 문라이트 나가라(특정기간 임시 운행), 급행 노토, 특급 니혼카이, 급행 하마나스

마지막 날의 이용 문제재팬 레일 패스 유효기간 마지막 날에 야간 열차에 승차한 뒤 날짜가 바뀐 경우, 운임은 최초의 개찰구를 나올 때까지, 요금은 승차한 열차를 하차할 때까지 유효하다. 즉 이미 승차하고 있는 특급·급행열차는 다음날 목적지에 도착할 때까지 이용 가능하며, 날짜가 바뀐 후에 하차하였어도 개찰구를 나올 때까지 다른 쾌속·보통열차로 갈아타는 것도 허용된다.